# Massa efficace
In fisica dello stato solido, la massa efficace è la massa che una particella all'interno di un cristallo assume in risposta ad una perturbazione esterna nel modello semiclassico.
In modo semplificato, trascurando l'anisotropia del cristallo, si può dire che gli elettroni risentono dell'effetto di un campo elettrico o un campo magnetico quasi come se fossero particelle libere nel vuoto, ma con una massa differente che è appunto la massa efficace. Se si tiene in considerazione l'anisotropia, la massa dipende dalla direzione del moto ed è descritta da un tensore.
È riportata solitamente in unità della massa dell'elettrone m0 (pari a 9,11×10−31kg); in questa unità, per solidi comuni, i valori sono compresi tra 0.01 e 10, ma può anche raggiungere valori più alti o più bassi in materiali "esotici", come ad esempio nei sistemi di fermioni pesanti, per i quali può arrivare a 1000. Ha effetti importanti sulle proprietà di trasporto in un solido e sulle interazioni che occorrono tra bande differenti.

## Derivazione
Per descrivere il moto di un elettrone in un solido si devono considerare, in termini della meccanica quantistica, le interazioni dell'elettrone con gli atomi del solido e con gli altri elettroni, oltre all'effetto di forze esterne. Per semplificare il problema si introduce il concetto di massa efficace, in analogia con il secondo principio della dinamica, con la legge F = m a, dove F rappresenta le forze esterne, m la massa efficace e a l'accelerazione.
Si consideri il caso di un solido isotropo; in meccanica quantistica l'elettrone è descritto da un pacchetto d'onda, che ha velocità di gruppo data da
{\displaystyle v={{d\omega } \over {dk}}={{1} \over {\hbar }}\cdot {{d\varepsilon } \over {dk}}}
dove {\displaystyle \varepsilon } è l'energia, k il vettore d'onda e {\displaystyle \hbar } la costante di Planck divisa per {\displaystyle 2\pi }.
Indicando con p la quantità di moto, si può scrivere:
{\displaystyle m\cdot {{dv} \over {dt}}={{dp} \over {dt}}=\hbar \cdot {{dk} \over {dt}}}
Sostituendo la velocità di gruppo si ottiene
{\displaystyle {{\hbar } \over {m}}\cdot {{dk} \over {dt}}={{1} \over {\hbar }}\cdot {{d} \over {dt}}{{d\varepsilon } \over {dk}}={{1} \over {\hbar }}\cdot {{d^{2}\varepsilon } \over {dk^{2}}}{{dk} \over {dt}}}
e si definisce quindi la massa efficace:
{\displaystyle {{1} \over {m}}={{1} \over {\hbar ^{2}}}\cdot {{d^{2}\varepsilon } \over {dk^{2}}}}
L'accelerazione dell'elettrone per effetto di un campo elettrico E, utilizzando la massa efficace, sarà quindi
{\displaystyle a={\frac {F}{m}}={\frac {eE}{m}}=eE{{\hbar ^{2}k^{2}} \over {2m}}}
Nel caso di un solido anisotropo le componenti del tensore massa efficace sono definite come
{\displaystyle \left[{{1} \over {m}}\right]_{ij}={{1} \over {\hbar ^{2}}}{{\partial ^{2}\varepsilon ({\boldsymbol {k}})} \over {\partial k_{i}\partial k_{j}}}}
dove gli indici i e j indicano le direzioni dello spazio x, y e z. Con questa espressione, la componente dell'accelerazione nella direzione i (in presenza di un campo elettrico) è quindi
{\displaystyle a_{i}={{1} \over {\hbar ^{2}}}\sum _{j}{{\partial ^{2}\varepsilon ({\boldsymbol {k}})} \over {\partial k_{i}\partial k_{j}}}qE_{j}}
Per una particella libera la relazione di dispersione ha una forma quadratica, e la massa efficace sarebbe una costante; nel caso di un solido invece essa dipende da k. Tuttavia, è possibile approssimare la relazione di dispersione con una parabola intorno agli estremi (minimi o massimi), ad esempio
{\displaystyle {\frac {1}{\hbar ^{2}}}\varepsilon ({\boldsymbol {k}})\approx {\frac {1}{\hbar ^{2}}}\varepsilon _{0}+{\frac {1}{m_{x}}}k_{x}^{2}+{\frac {1}{m_{y}}}k_{y}^{2}+{\frac {1}{m_{z}}}k_{z}^{2}\ ,}
dove {\displaystyle \varepsilon _{0}} è il valore di energia all'estremo ed è stata considerata una massa efficace diversa nelle tre direzioni x, y e z.

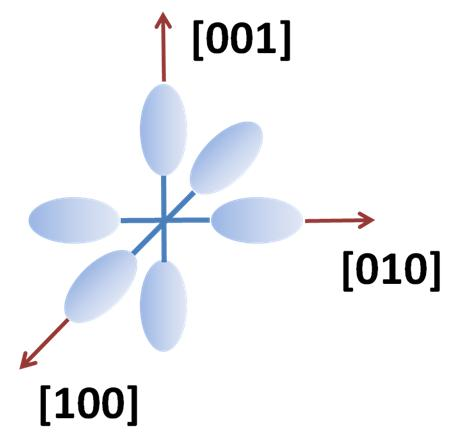
Ellissoidi di energia costante nel silicio intorno ai minimi della banda di conduzione. Le masse efficaci longitudinale e trasversale sono pari a m_{ℓ} =0.92 e m_{t} = 0.19

Nel caso della banda di conduzione di molti cristalli il minimo si trova a k=0; in molti semiconduttori questo non è vero. Ad esempio nel silicio ci sono sei minimi posizionati simmetricamente lungo l'asse di simmetria Δ = [100], come mostrato nella figura; le superfici di energia costante sono degli ellissoidi allungati lungo queste direzioni; in questo caso si definisce una massa efficace longitudinale, lungo l'asse maggiore dell'ellissoide, e una massa trasversale, lungo gli assi minori.
Le lacune nella banda di valenza del silicio sono divise in due bande di energia, e definite lacune pesanti o leggere, a seconda della massa efficace; la relazione di dispersione è data da
{\displaystyle \varepsilon ({\boldsymbol {k}})=Ak^{2}\pm {\sqrt {B^{2}k^{4}+C^{2}\left(k_{x}^{2}k_{y}^{2}+k_{y}^{2}k_{z}^{2}+k_{z}^{2}k_{x}^{2}\right)}}\ ,}
e si ottengono delle superfici di energia costante incurvate (warped in inglese); i parametri A, B e C sono indipendenti da k. Come mostra questo esempio sono piuttosto comuni relazioni di dispersione non paraboliche.
Per valori di energia lontani dagli estremi la massa efficace può anche essere negativa o tendere a infinito. In molti calcoli si considera un valore medio.

## Massa efficace della densità degli stati
Si definisce la massa efficace della densità degli stati, utilizzata nei calcoli in cui compare questa grandezza, come la massa pari a quella ottenuta considerando la densità degli stati di una banda parabolica isotropa. Nel caso di un minimo, questa densità degli stati è
{\displaystyle g(\varepsilon )={\frac {8\pi {\sqrt {2}}}{h^{3}}}m_{e}^{3/2}{\sqrt {\varepsilon -\varepsilon _{0}}},\,\varepsilon \geq \varepsilon _{0}}
dove {\displaystyle \varepsilon _{0}} è il valore del minimo di energia e {\displaystyle m_{e}} la massa efficace.
Ad esempio, nel caso del silicio mostrato in precedenza, la massa della densità degli stati per la banda di conduzione è data dalla media geometrica delle due masse trasversali e della longitudinale, con un fattore {\displaystyle M_{C}} che tiene in conto la presenza di più minimi:
{\displaystyle m_{e}=M_{C}^{2/3}(m_{t}m_{t}m_{l})^{1/3}}
Sostituendo il valori del silicio si trova un valore di 1.08 masse elettroniche.

## Massa efficace del trasporto elettrico
Nel caso di calcoli riguardanti il trasporto elettrico (ad esempio la conduttività elettrica, la mobilità, il coefficiente di diffusione di materia), si considera che la conduttività è proporzionale all'inverso della massa efficace; nel caso del silicio, l'inverso della massa del trasporto è pari alla media degli inversi delle masse {\displaystyle m_{l}} e {\displaystyle m_{t}}:
{\displaystyle {\frac {1}{m_{e}}}={\frac {1}{3}}\left({\frac {1}{m_{l}}}+{\frac {1}{m_{t}}}+{\frac {1}{m_{t}}}\right)}
Sostituendo il valori del silicio si trova un valore di 0.26 masse elettroniche.

## Determinazione sperimentale
Tradizionalmente le masse efficaci venivano misurate con la  risonanza elettronica di ciclotrone, un metodo in cui l'assorbimento di microonde da parte di un semiconduttore immerso in un campo magnetico ha un picco stretto quando la frequenza dell'onda è pari alla frequenza di ciclotrone {\displaystyle \omega _{c}={\frac {eB}{m^{*}c}}}. In anni più recenti la massa efficace viene determinata tramite misure della struttura a bande, come la spettroscopia di fotoemissione risolta in angolo, oppure, più direttamente, con l'effetto de Haas-van Alphen o l'effetto Shubnikov-de Haas.
La massa efficace può anche essere stimata usando il coefficiente γ del termine lineare nel calore specifico elettronico a volume costante a bassa temperatura {\displaystyle c_{v}}, che dipende dalla massa efficace attraverso la densità degli stati all'energia di Fermi, e come tale è una misura della degenerazione e della curvatura delle bande. Valori molto alti della massa dei portatori stimati da misure di calore specifico hanno portato al concetto di fermioni pesanti.
Poiché la mobilità elettronica dipende dal rapporto tra la massa efficace e il tempo di collisione {\displaystyle \tau }, la massa può essere calcolata in linea di principio da misure di trasporto elettronico, ma questo metodo non è pratico perché le probabilità di collisione di solito non sono note a priori.

## Massa efficace per alcuni semiconduttori
Nella tabella seguente sono raccolte le masse efficaci della densità degli stati per alcuni semiconduttori

| Materiale | Massa efficace (elettroni) | Massa efficace (lacune) |
| --------- | -------------------------- | ----------------------- |
| Gruppo IV |                            |                         |
| Si (4.2K) | 1.08 me                    | 0.56 me                 |
| Ge        | 0.12 me                    | 0.37 me                 |
| III-V     |                            |                         |
| GaAs      | 0.067 me                   | 0.45 me                 |
| InSb      | 0.013 me                   | 0.6 me                  |
| II-VI     |                            |                         |
| ZnO       | 0.19 me                    | 1.21 me                 |
| ZnSe      | 0.17 me                    | 1.44 me                 |

Si può notare dalla tabella che i composti III-V basati su GaAs e InSb hanno una massa efficace minore di quella dei semiconduttori del gruppo IV. Nel semplice modello di Drude del trasporto elettronico, la massima velocità per un portatore di carica è inversamente proporzionale alla massa efficace: {\displaystyle {\vec {v}}={\begin{Vmatrix}\mu \end{Vmatrix}}\cdot {\vec {E}}}, dove {\displaystyle {\begin{Vmatrix}\mu \end{Vmatrix}}={\frac {e\tau }{\begin{Vmatrix}m^{*}\end{Vmatrix}}}} (e è la carica elementare). Questa velocità determina la velocità di un circuito integrato, e questo è il motivo per cui i materiali con piccola massa efficace, quali il GaAs e derivati sono usati al posto del silicio in applicazioni a banda larga come la telefonia cellulare.